# التدخل العسكري في ليبيا
تدخل الناتو في ليبيا في 19 مارس 2011، بدأ تحالف من دول متعددة بقيادة حلف شمال الأطلسي تدخلًا عسكريًا في ليبيا لتنفيذ قرار مجلس الأمن التابع للأمم المتحدة رقم 1973 ردًا على الأحداث التي وقعت خلال الحرب الأهلية الليبية. كانت نية الأمم المتحدة وتصويتها تطبيق «وقف فوري لإطلاق النار في ليبيا، بما في ذلك إنهاء الهجمات الحالية ضد المدنيين، والتي قالت إنها قد تشكل جرائم ضد الإنسانية ... وفرض حظر على جميع الرحلات الجوية ضمن المجال الجوي للبلاد -منطقة حظر جوي- وتشديد العقوبات على نظام معمر القذافي ومناصريه».
أطلقت القوات البحرية الأمريكية والبريطانية ما يزيد عن 110 صاروخ كروز توماهوك، في حين قام سلاح الجو الفرنسي وسلاح الجو الملكي البريطاني وسلاح الجو الملكي الكندي بطلعات جوية في أنحاء ليبيا وفرضت قوات التحالف حصارًا بحريًا. شنت الطائرات غارات جوية على دبابات ومركبات الجيش الليبي. لم يستخدم التدخل قوات أجنبية من المشاة.
كان رد الحكومة الليبية على الحملة غير فعال على الإطلاق، إذ لم تتمكن قوات القذافي من إسقاط أي طائرة من طائرات حلف شمال الأطلسي على الرغم من امتلاك البلاد 30 بطارية سام ثقيلة و17 بطارية سام متوسطة و55 بطارية سام خفيفة (ما مجموعه 400 حتى 450 قاذفة بما في ذلك 130 حتى 150 قاذفة صواريخ سام 6 وبعض قاذفات كيه 33 أو إس إيه 9)، و440 حتى 600 سلاح دفاع جوي قصير المدى. التسميات الرسمية لتدخلات أعضاء التحالف هي عملية هارماتان للعملية الفرنسية وعملية إيلامي لعملية المملكة المتحدة وعملية موبايل للمساهمة الكندية وعملية فجر أوديسا لعملية الولايات المتحدة. عارضت إيطاليا التدخل في البداية ولكنها عرضت بعد ذلك المشاركة في العمليات بشرط أن يتولى حلف شمال الأطلسي قيادة المهمة بدلًا من دول بمفردها (فرنسا على وجه التحديد). مع تلبية هذا الشرط في وقت لاحق، شاركت إيطاليا قواعدها واستخباراتها مع الحلفاء.
منذ بداية التدخل، امتد التحالف المبدئي الذي تألف من بلجيكا وكندا والدانمارك وفرنسا وإيطاليا والنرويج وقطر وإسبانيا والمملكة المتحدة والولايات المتحدة ليشمل 19 دولة، مع فرض الدول الجديدة أغلب الأحيان منطقة حظر جوي وحصارًا بحريًا أو تقديم المساعدة اللوجستية العسكرية. في البداية قادت فرنسا والمملكة المتحدة الجهود إلى حد كبير، وتقاسمتا القيادة مع الولايات المتحدة. سيطر حلف شمال الأطلسي على حظر الأسلحة في 23 مارس تحت اسم عملية الحماية الموحَّدة. في البداية باءت محاولة لتوحيد القيادة العسكرية للحملة الجوية بالفشل (مع الحفاظ على السيطرة السياسية والاستراتيجية مع مجموعة صغيرة) بسبب اعتراضات من قبل الحكومات الفرنسية والألمانية والتركية. في 24 مارس، وافق حلف شمال الأطلسي على السيطرة على منطقة حظر جوي، في حين تبقى قيادة استهداف الوحدات البرية مع قوات التحالف. حدث التسليم في 31 مارس 2011 عند السادسة حسب التوقيت العالمي المنسق (الثامنة حسب التوقيت المحلي). قام حلف شمال الأطلسي بـ26,500 طلعة جوية منذ توليه مهمة ليبيا في 31 مارس 2011.
انتهى القتال في ليبيا في أواخر أكتوبر بعد وفاة معمر القذافي، ذكر حلف شمال الأطلسي أن عملياته في ليبيا ستنتهي في 31 أكتوبر 2011. طلبت الحكومة الليبية الجديدة تمديد مهمتها حتى نهاية العام، إلا أن مجلس الأمن صوّت على إنهاء تفويض حلف شمال الأطلسي بالعمل العسكري في 31 أكتوبر.

## اقتراحات منطقة حظر جوي
دعا مسؤولون ليبيون ودول ومنظمات عالمية إلى فرض منطقة حظر جوي على ليبيا في ضوء ادعاءات بأن جيش معمر القذافي شن غارات جوية ضد المتمردين الليبيين في الحرب الأهلية الليبية.

### الجدول الزمني
- 21 فبراير 2011: دعا نائب الممثل الليبي الدائم لدى الأمم المتحدة إبراهيم الدباشي «الأمم المتحدة إلى فرض منطقة حظر جوي على جميع أنحاء طرابلس لقطع كل إمدادات الأسلحة والمرتزقة للنظام».[38]
- 23 فبراير 2011: حث الرئيس الفرنسي نيكولا ساركوزي الاتحاد الأوروبي على إقرار عقوبات ضد القذافي (تجميد أموال عائلة القذافي في الخارج) وطالبه بوقف الهجمات ضد المدنيين.
- 25 فبراير 2011: تحدث ساركوزي أنه على القذافي «الرحيل».[53]
- 26 فبراير 2011: صدر قرار مجلس الأمن الدولي رقم 1970 بالإجماع، وأحال الحكومة الليبية إلى المحكمة الجنائية الدولية بسبب انتهاكات جسيمة لحقوق الإنسان. وفرض على البلاد حظرًا على الأسلحة وحظر سفر وتجميد أصول عائلة معمر القذافي وبعض المسؤولين الحكوميين.[54]
- 28 فبراير 2011: اقترح رئيس الوزراء البريطاني ديفيد كاميرون فكرة منطقة حظر جوي لمنع القذافي من «نقل مرتزقة عبر جسر جوي» و«استخدام طائراته العسكرية وحواماته المدرعة ضد المدنيين».[43]
- 1 مارس 2011: أصدر مجلس الشيوخ الأمريكي بالإجماع قراره غير الملزِم رقم 85 الذي يحث مجلس الأمن التابع للأمم المتحدة على فرض منطقة حظر جوي على ليبيا ودفع القذافي إلى التنحي. امتلكت الولايات المتحدة قوات بحرية متمركزة قبالة سواحل ليبيا، وكذلك قوات موجودة مسبقًا في الإقليم، بما في ذلك حاملة الطائرات يو إس إس إنتربرايز.[55]
- 2 مارس 2011: منح الحاكم العام لمجلس نواب كندا، بناء على نصيحة رئيس الوزراء الكندي ستيفين هاربر، الإذن بنشر فرقاطة البحرية الملكية الكندية إتش إم سي إس تشارلوت تاون في البحر الأبيض المتوسط، قبالة سواحل ليبيا.[56] وصرّح وزير الدفاع الوطني الكندي بيتير ماكاي ب«أننا هناك لمواجهة جميع الحتميات. وينظر حلف شمال الأطلسي أيضًا في هذا الأمر... ويُتخذ هذا كإجراء احترازي وتدريجي».
- 7 مارس 2011: أعلن السفير الأمريكي لدى حلف شمال الأطلسي إيفو دالدر أن حلف شمال الأطلسي قرر تكثيف مهام المراقبة لطائرة إي3 إيه دبليو إيه سي إس إلى أربع وعشرين ساعة في اليوم. وفي اليوم نفسه، ورد أن دبلوماسيًا مجهولًا من الأمم المتحدة أكد لوكالة فرانس بريس أن فرنسا وبريطانيا تعدّان قرارًا بشأن منطقة حظر جوي سينظر فيها مجلس الأمن خلال الأسبوع نفسه. ودعا كذلك مجلس التعاون الخليجي في ذلك اليوم مجلس الأمن إلى «اتخاذ جميع التدابير اللازمة لحماية المدنيين، بما في ذلك فرض منطقة حظر جوي على ليبيا».
- 9 مارس 2011: ناشد رئيس المجلس الوطني الانتقالي الليبي، مصطفى عبد الجليل، «المجتمع الدولي إلى التحرك بسرعة لفرض منطقة حظر جوي على ليبيا، معلنًا أن أي تأخير سيؤدي إلى مزيد من الضحايا». وذكر بعد ثلاثة أيام أن القوات الموالية للقذافي سوف تقتل «نصف مليون» إنسان إذا وصلت إلى بنغازي. وقال «أن كارثة سوف تقع في ليبيا إذا لم تُفرض منطقة حظر جوي على نظام القذافي ولم تُفحص سفنه».
- 10 مارس 2011: اعترفت فرنسا بالمجلس الوطني الانتقالي كحكومة شرعية لليبيا بعد فترة وجيزة من لقاء ساركوزي بالمجلس في باريس. رُتب هذا الاجتماع من قبل برنارد هنري ليفي.[57]
- 11 مارس 2011: انضم كاميرون إلى ساركوزي بعد أن طالب ساركوزي المجتمع الدولي باتخاذ إجراءات فورية وفرض منطقة حظر جوي ضد الهجمات الجوية التي يشنها القذافي.[58]
- 12 مارس 2011: دعت «جامعة الدول العربية مجلس الأمن التابع للأمم المتحدة إلى فرض منطقة حظر جوي على ليبيا في محاولة لحماية المدنيين من الهجمات الجوية». أُعلن طلب جامعة الدول العربية من قبل وزير الخارجية العماني يوسف بن علوي بن عبد الله الذي صرح بأن جميع الدول الأعضاء الحاضرة في الاجتماع وافقت على الاقتراح.[41][47][48][59]

## ضربات جوية
قالت وزيرة الخارجية الأميركية هيلاري كلينتون إن إقامة منطقة حظر للطيران بليبيا قد تـُتبع بضرب أهداف داخل البلاد لتقليل خطر القوات التابعة للقذافي. وأضافت -في تصريحات لها بتونس- أنه يجري بحث إمكانية مشاركة دول عربية بشكل مباشر في أي عمل عسكري دولي ضد القذافي. وفي هذا السياق، أكدت مصادر موافقة أربع دول عربية حتى الآن على المشاركة في الحظر الجوي.
وفي التاسع عشر من مارس بدأت كل من الولايات المتحدة الأميركية، وبريطانيا، وفرنسا، هجوماً على ليبيا تطبيقاً لقرار الأمم المتحدة بأطلاق أكثر من 110 صاروخ كروز من طراز توماهوك على اهداف في ليبيا، وقال القذافي في أول رد فعل له على القصف الجوي إن منطقة شمال افريقا والبحر المتوسط غدت "ساحة حرب" من الآن فصاعدا. وقال إن مصالح دول هذه المنطقة أصبحت في خطر، مضيفا انه امر "بفتح مخازن الأسلحة لتسليح الشعب لمقاومة العدوان.

## استهداف الملاحة
في غضون ذلك هددت وزارة الدفاع الليبية باستهداف الملاحة والبحرية في المتوسط إذا تعرضت ليبيا لأي هجوم عسكري. ونقل التلفزيون الليبي عن وزارة الدفاع قولها إنها ستستهدف أي سفينة أو طائرة في محيط حوض البحر الأبيض المتوسط على المدى القصير والطويل إذا تعرضت ليبيا لأي هجوم عسكري.